# Rhaphidostichum mahense
Rhaphidostichum mahense là một loài rêu trong họ Sematophyllaceae. Loài này được (Besch.) Broth. mô tả khoa học đầu tiên năm 1925.